# Brvenica (Raška)
Brvenica (Servisch cyrillisch Брвеница) is een plaats in de Servische gemeente  Raška. De plaats telt 298 inwoners (2002).